# Opeatogenys gracilis
Opeatogenys gracilis är en fiskart som först beskrevs av Canestrini, 1864.  Opeatogenys gracilis ingår i släktet Opeatogenys och familjen dubbelsugarfiskar. IUCN kategoriserar arten globalt som sårbar. Inga underarter finns listade i Catalogue of Life.